# Sipangko
Sipangko is een bestuurslaag in het regentschap Tapanuli Selatan van de provincie Noord-Sumatra, Indonesië. Sipangko telt 958 inwoners (volkstelling 2010).